# Стріла бога
Стріла́ бо́га (англ. Arrow of God) — третій роман англомовного нігерійського письменника Чинуа Ачебе, що вийшов у світ у 1964 році. Події твору відбуваються в поселеннях народу ігбо в Нігерії, головним героєм є верховний жрець Езеулу.

## Сюжет
Езеулу — жрець шести сіл. Багато років тому мешканці цих поселень зібралися й попросили жерців створити їм єдине божество — воно було назване Ул, а села прийняли загальну назву — Умуаро. Проте за останній час в Умуаро відбулося багато змін, що були спричинені британською місією в Африці. Езеулу вважав, що треба виконувати танок, який відповідає часу, тому відправив власного сина Одаче вчитися релігії білої людини (син мав стати очима й вухами батька серед християн). Коли між двома селами (умуарцями та окперійцями) виник конфлікт, Езеулу розповів правду окружному капітану Вінтерботтому, який після цього зламав їхню зброю. Жерця стали звинувачувати в співпраці з білою людиною. При цьому сам Вінтерботтом був переконаний, що колотнеча серед місцевого населення почалася через зловживання пальмовим вином, а кілька їхніх рушниць залишив для своєї колекції. Капітан був прихильником рішучих дій місії в Африці й не вірив у те, що англійцям потрібно зберігати місцеву африканську атмосферу.
Новий церковний вчитель Джон Гудкантрі, що був родом із дельти Нігера, вимагав від неофітів жертовності: треба викорінити місцеві культи, зокрема, вбити пітона, що вважається священною твариною. Одаче погодився з учителем, та зрештою він не зміг здійснити свій задум, тому посадив пітона в скриню, щоб видати його смерть за нещасний випадок.
Капітан Вінтерботтом від імені імперської влади вирішив призначити Езеулу вождем. Езеулу відмовився йти до нього. Коли капітан почув про нечуване нахабство, наказав заарештувати жерця. Та наступного ж дня Вінтерботтом потрапив до лікарні через гарячку. Езеулу, порадившись із умуарцями, вирушив до білої людини із сином. Вони розминулися з двома поліцейськими на дорозі. Езеулу помістили до тюрми, проте його місцевий товариш-окперієць розповідав жерцеві, що білий чоловік просто не має часу на розмову з ним. Тим часом в окрузі вважали, що Вінтерботтом захворів через магічний вплив Езеулу. За кілька днів після арешту заступник капітана отримав листа, в якому призначення вождей з місцевого населення осудили. Езеулу довелося відпустити.
Езеулу побачив, як білий чоловік писав лівою рукою. Сприйнявши це як ознаку майстерності, він наказав Одаче вчитися так старанно, щоб писати лівою рукою. У в'язниці він багато роздумував і виношував у голові план помсти і білій людині, і умуарцям. Також він хотів захистити окперійців, які люб'язно до нього ставилися під час ув'язнення.
Езеулу зрозумів, що він усього лише стріла в руках бога Улу — він може тільки виконувати його волю. До його обов'язку входило споглядати Місяць і оголошувати новий рік. Та цього разу, хоч Езеулу і бачив новий Місяць, він заборонив збирати врожай. Серед умуарців поширилася паніка — вони могли померти з голоду. Пастор Гудкантрі скористався ситуацією — він запропонував умуарцям приносити пожертву до християнського Бога, який захищатиме їх від Улу і дозволить збирати новий врожай.
Обіка, син Езеулу попри гарячку пішов на виконання ритуалу та помер одразу після цього. Через горе Езеулу втратив глузд. Умуарці зрозуміли, що жерця покарали, адже він пішов проти власного народу.

## Персонажі
- Езеулу — жрець умуарців, споглядає за Місяцем, проводить час у молитвах за свій народ. Має двох дружин: старшу — Матефі, та молодшу — Угоє;
- Едого — старший син Езеулу;
- Обіка — син Езеулу. Найвродливіший чоловік в Умуаро. Одружився з Окуатою. У дитинстві бачив духів;
- Одаче — син Езеулу, який вчився релігії білої людини;
- Капітан Вінтерботтом — окружний комісар. Отримав звання під час Камерунської кампанії 1916 р.;
- містер Кларк — його помічник;
- Робертс — очолює поліційське відділення;
- Джон Гудкантрі — пастор